# San Simón Tlacuilotepec
San Simón Tlacuilotepec är en ort i Mexiko.   Den ligger i kommunen Caltepec och delstaten Puebla, i den sydöstra delen av landet, 230 km sydost om huvudstaden Mexico City. San Simón Tlacuilotepec ligger 1 952 meter över havet och antalet invånare är 110.
Terrängen runt San Simón Tlacuilotepec är lite bergig. Runt San Simón Tlacuilotepec är det mycket glesbefolkat, med 6 invånare per kvadratkilometer. Närmaste större samhälle är Zaragoza, 19,7 km norr om San Simón Tlacuilotepec. I omgivningarna runt San Simón Tlacuilotepec växer huvudsakligen savannskog.